# ارکی ساویسار
ارکی ساویسار (استونیایی: Erki Savisaar؛ زادهٔ ۱۶ ژوئن ۱۹۷۸) سیاستمدار اهل استونی است.
وی که پسر ادگار ساویسار نخست‌وزیر سابق استونی است در نوامبر ۲۰۲۱ به‌عنوان وزیر محیط زیست استونی انتخاب شده است.